# Sindrome da alimentazione notturna
La sindrome da alimentazione notturna è un disturbo del comportamento alimentare, descritto per la prima volta nel 1955 da Stunkard, la cui comparsa per essere definita patologica deve essere continuativa per più di un mese.

## Caratteristiche
Tale disturbo si compone di tre fasi che si manifestano quotidianamente nella persona affetta. Inizialmente, al mattino, prova disgusto al pensiero del cibo; in seguito si evolve nella direzione opposta dell'assimilazione incontrollata di cibo (iperfagia) durante la notte per via della difficoltà nell'addormentarsi, fino ad arrivare all'insonnia.

## Sintomatologia
Fra i sintomi e i segni clinici si evidenziano:
- Depressione e ansietà

.
- Bassa stima di sé

## Eziologia
Si sospetta che il disturbo sia legato ad anomalie ormonali, legato quindi alla melatonina e alla leptina, ma le cause reali sono ancora sconosciute.

## Terapia
Farmaci antidepressivi come lo Zoloft hanno dimostrato una qualche utilità clinica.